# Raabs an der Thaya
Raabs an der Thaya è un comune austriaco di 2 694 abitanti nel distretto di Waidhofen an der Thaya, in Bassa Austria; ha lo status di città (Stadtgemeinde). Ha inglobato il comune soppresso di Weikertschlag an der Thaya.